# Шпандау
Шпа́ндау (нім. Spandau) — п'ятий з 12 адміністративних округів Берліна. До адміністративної реформи 1920 року, коли з'явився Великий Берлін, мав статус міста.

## Історія
Перші поселення на місці сучасного Шпандау з'явилися у VIII столітті, коли слов'янське плем'я гевелів побудувало укріплення біля злиття річок Гафель і Шпрее. У 928 році фортецю захопив король Німеччини Генріх I Птахолов, але вже до кінця сторіччя слов'яни повстали і вигнали загарбників. У 1156 році місцевість перейшла під контроль маркграфа Альбрехта Ведмедя. Він звів на її території фортецю під назвою Шпандау. Поступово навколо фортеці виросло поселення, якому не пізніше 1232 були даровані права міста. Закінчення робіт зі зведення навколо Шпандау муру датується 1319 роком. У 1539 році Матіас фон Ягов тут прилучив курфюрста Йоахіма II до протестантської церкви, а в 1539 році указом самого курфюрста все населення міста прийняло протестантство. За його ж ініціативою було завершено будівництво цитаделі, розпочате ще у XIII столітті.
У 1806 році місто зайняла французька армія під проводом Наполеона. У 1812 році Наполеон знов увійшов у місто і розмістив в цитаделі Шпандау 3000 солдатів і 115 армійських знарядь, після чого в наступному році її оточили армії Пруссії та Росії. Під час Першої світової війни місто стало одним із центрів військової промисловості Німеччини — в його межах розташовувалися урядові заводи, що випускали гармати, і порохові фабрики. 1 жовтня 1920 Шпандау був приєднаний до Берліна.
Після Другої світової війни Шпандау увійшов до британського сектора окупації міста, а в його в'язниці, яка була побудована близько до цитаделі ще в 1876 році, тримали військових злочинців.
У в'язниці Шпандау відбував довічне ув'язнення Рудольф Гесс. Після звільнення Бальдура фон Шираха і Альберта Шпеєра в 1966 році і до 1987 року (22 роки) Гесс залишався єдиним ув'язненим в'язниці. Відразу після загибелі Гесса в'язниця була знесена окупаційною адміністрацією.
У 2007 році Шпандау святкував 775-річчя права міста.

## Географія
Більша частина території адміністративного округу Шпандау лежить на правому березі річки Гафель. Місто Шпандау було засноване біля злиття річок Гафель та Шпрее. Територія округу межує з районами Обергафель, Гафельланд федеральної землі Бранденбург, містом Потсдам, адміністративними округами Берліна: Райнікендорф, Шарлоттенбург-Вільмерсдорф та Штегліц-Целендорф.

## Цікаві / знамениті будівлі

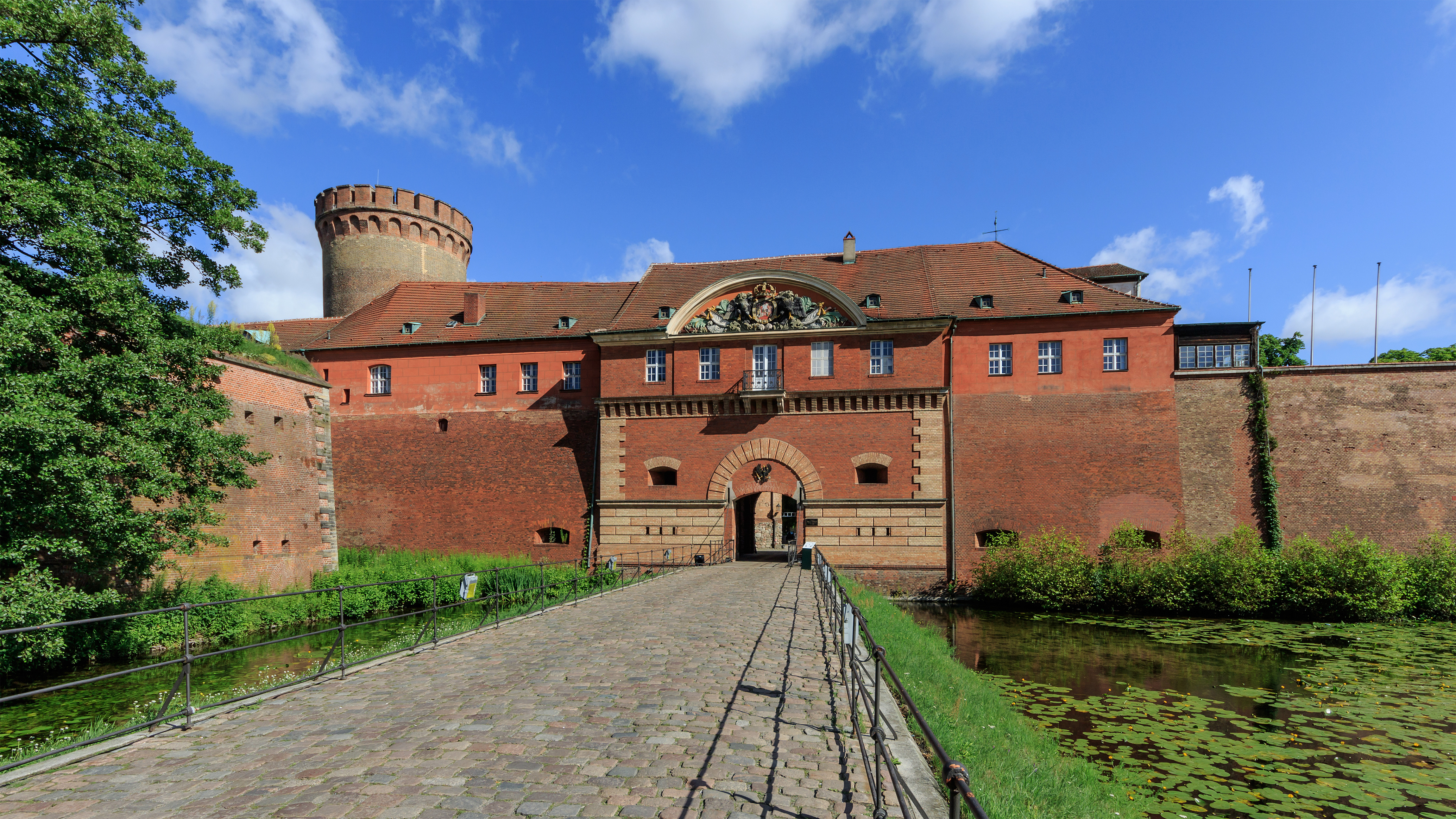
Фортеця Шпандау
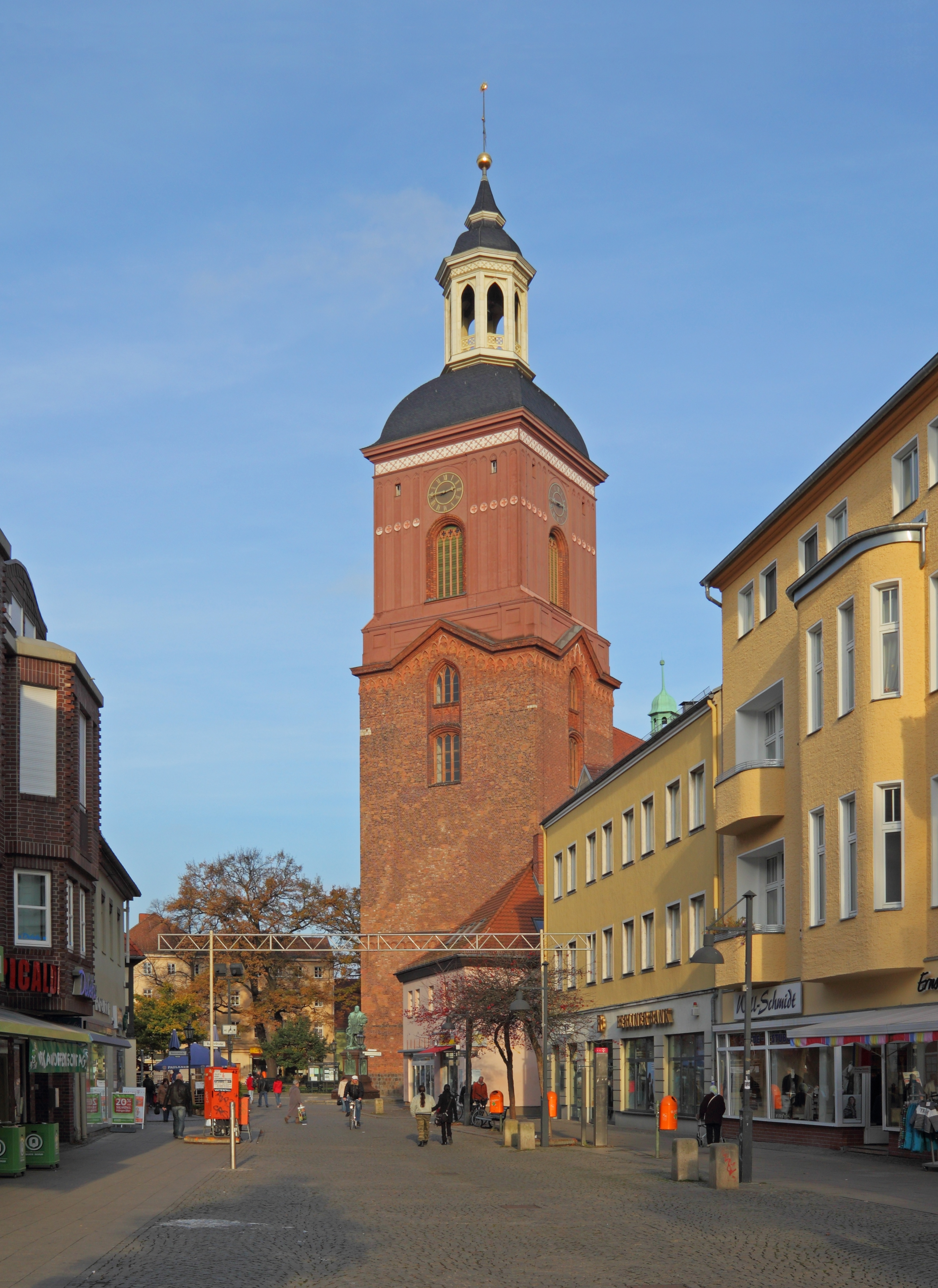
Церква Св. Миколая
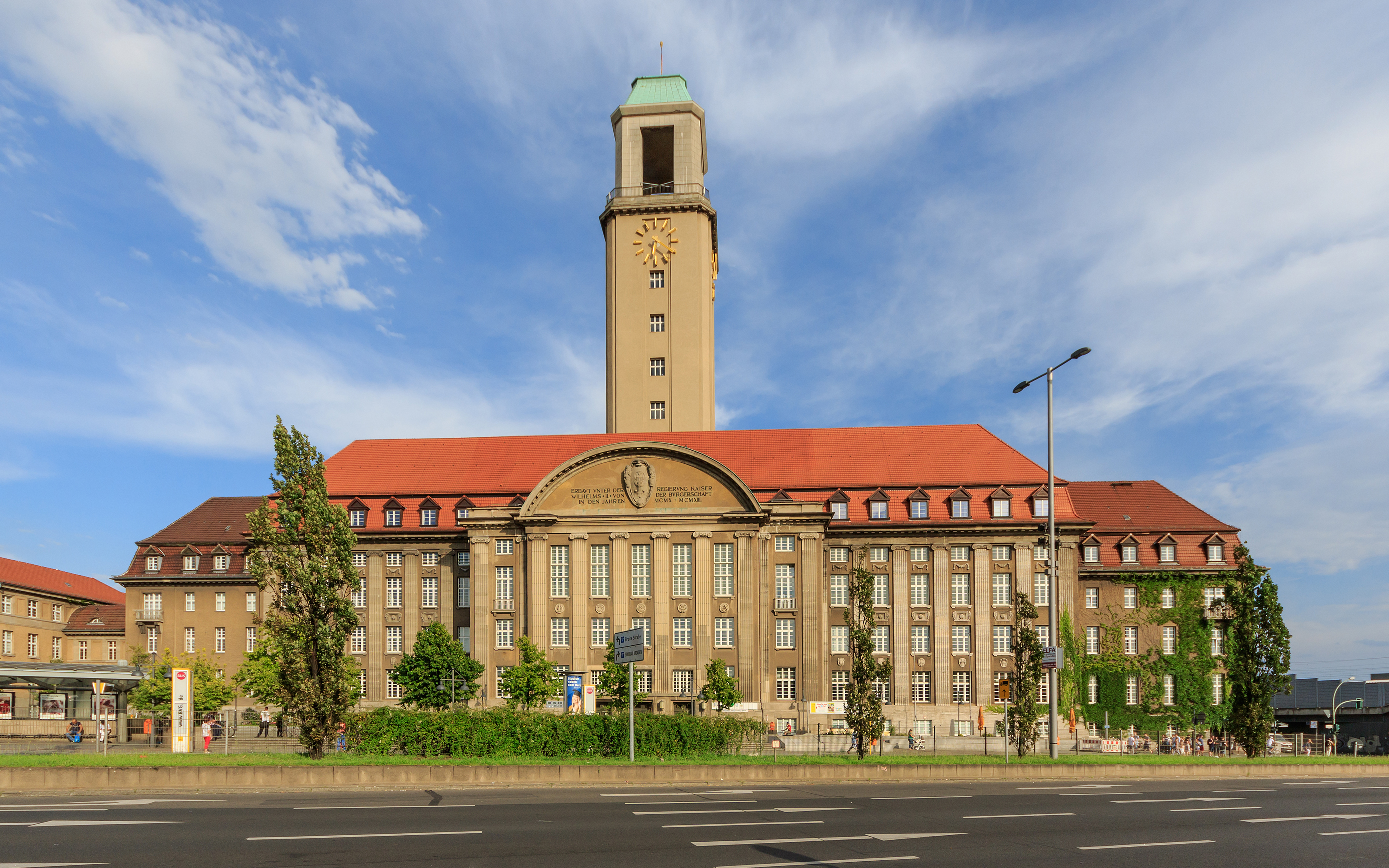
Ратуша Шпандау
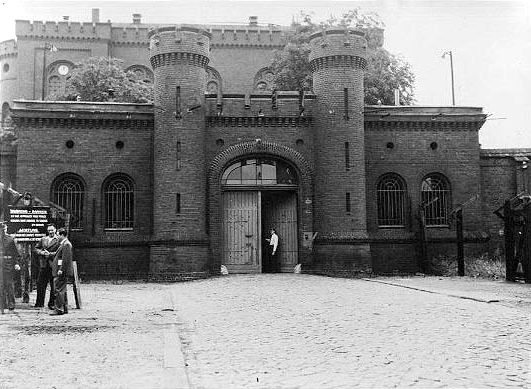
Тюрма Шпандау (До вересня 1987 р.) ...
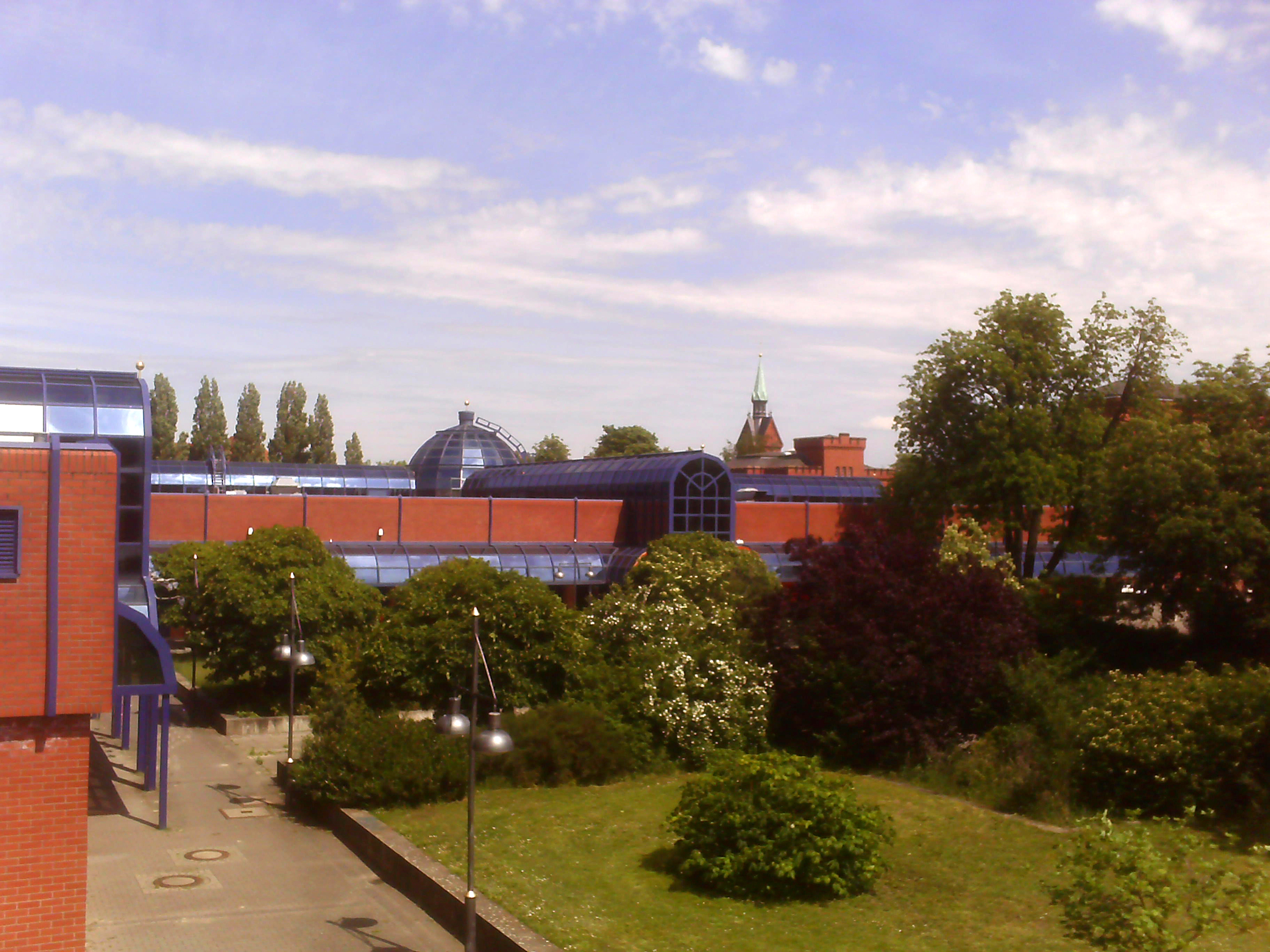
... (З травня 1988 р.) Britannia Centre Spandau Британія центр Шпандау